# Lahnstraße (Bremen)

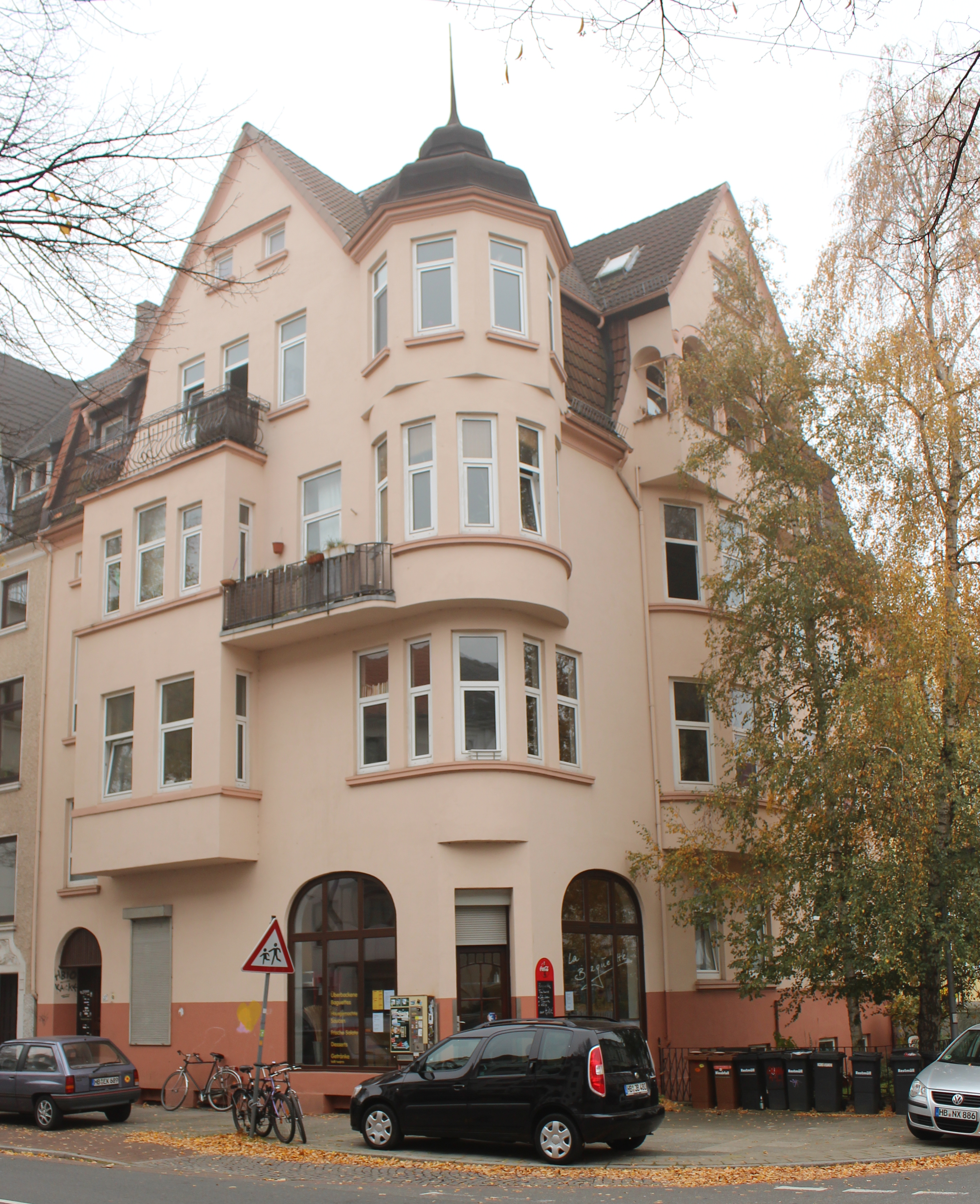
Lahnstraße 27/Donaustraße 4

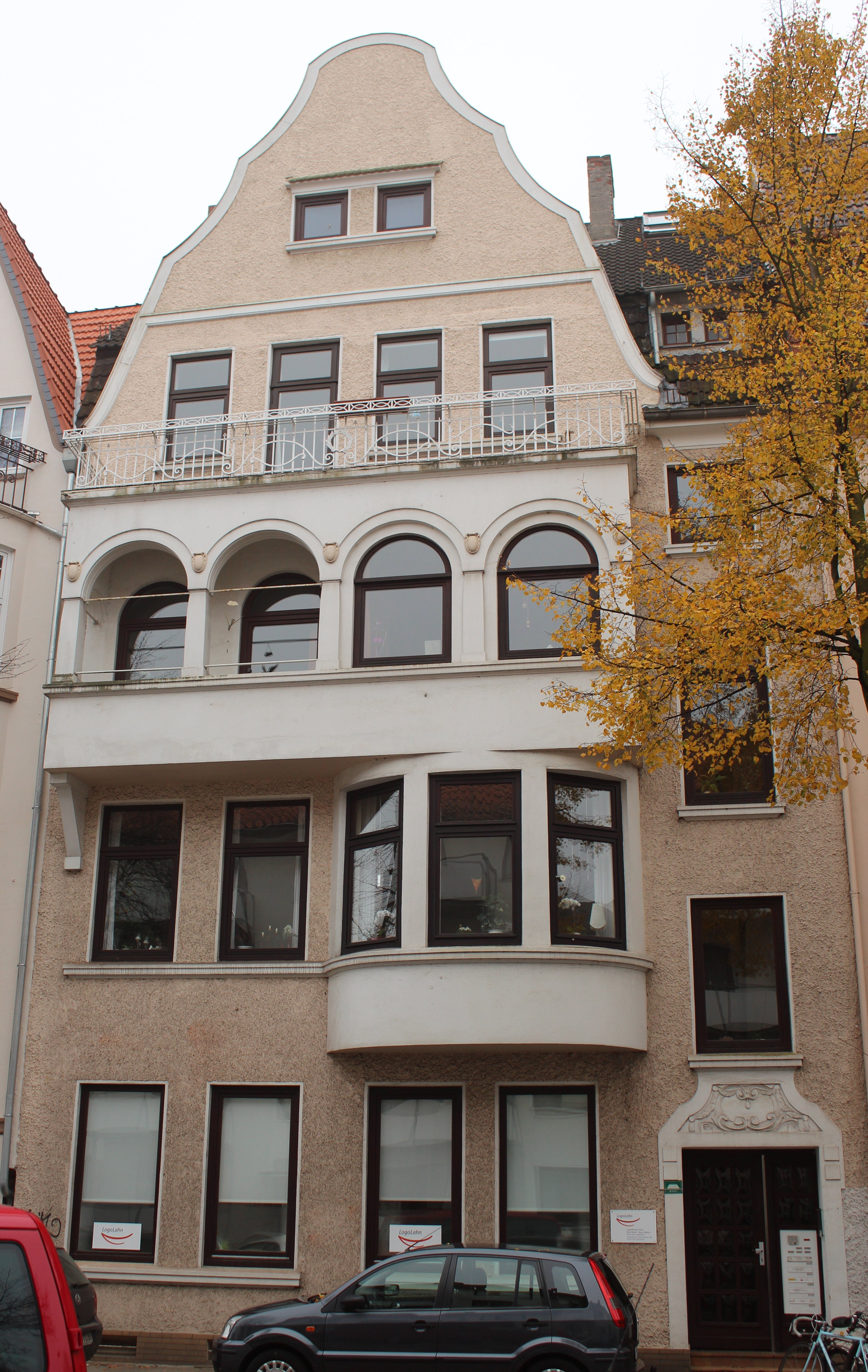
Lahnstraße 29

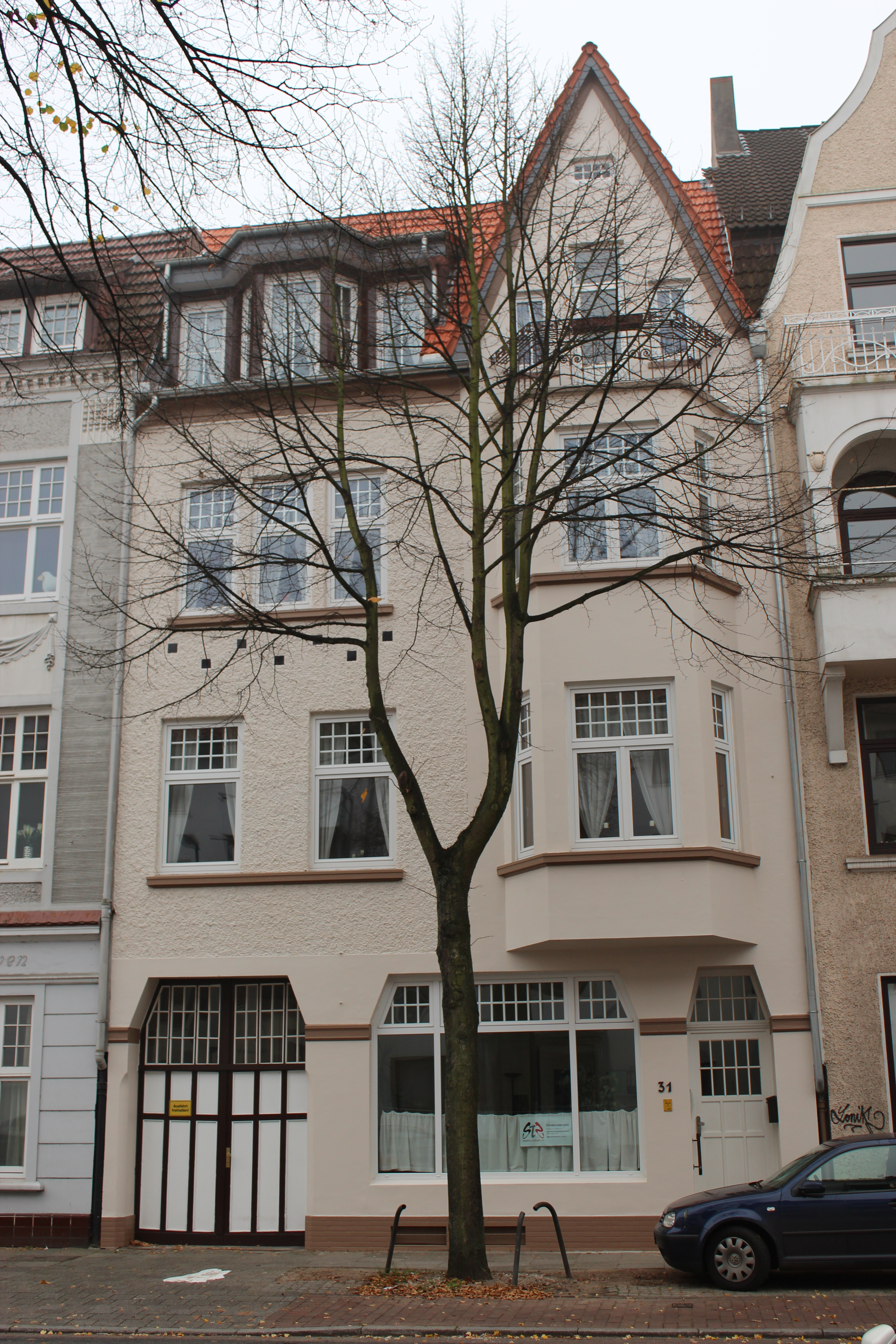
Lahnstraße 31

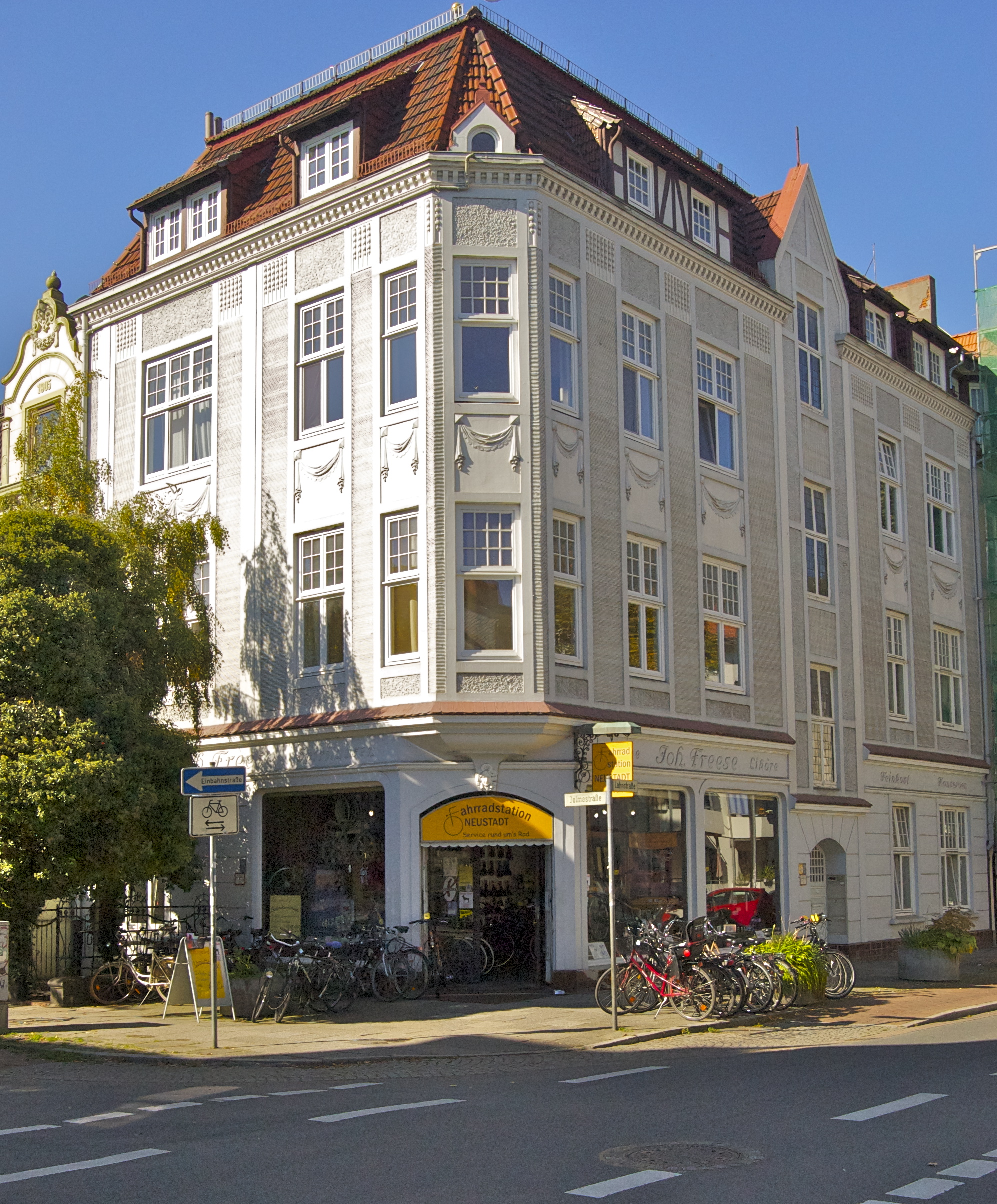
Delmestraße 21

Die Lahnstraße ist eine historische Straße in Bremen, Stadtteil Neustadt, Ortsteil Hohentor. Sie führt in Nordwest-Südost-Richtung von der Hohentorsheerstraße zur Friedrich-Ebert-Straße und geht über in die Kornstraße.
Sie gliedert sich in die Teilbereiche
- Hohentorsheerstraße bis Langemarckstraße und
- Langemarckstraße bis Friedrich-Ebert-Straße /  Kornstraße.

Die Querstraßen wurden benannt u. a. oft nach Flussnamen (deshalb Flüsseviertel) und hessischen Städten als Hohentorsheerstraße nach dem früheren Hohen Tor in der Bremer Stadtmauer, Friedrich-Wilhelm-Straße nach Kaiser Friedrich III., Langemarckstraße (früher Neue bzw. Große Allee (18. Jahrhundert), Kleine Allee (um 1800) und Meterstraße von 1909) 1937 nach dem Ort Langemark in der belgischen Provinz Westflandern, Moselstraße, Rheinstraße, Isarstraße, Donaustraße (1905), Delmestraße (vor 1903), Illerstraße, Biebricher Straße, Wiesbadener Straße, Bachstraße 1873 nach dem Komponisten Johann Sebastian Bach, Friedrich-Ebert-Straße (von um 1914) nach dem Politiker (SPD) und Reichspräsidenten; ansonsten siehe beim Link zu den Straßen.

## Geschichte

### Name
Benannt ist die Straße 1905 nach der Lahn, ein 245,6 km langer rechter und östlicher Nebenfluss des Rheins, der ab Gießen beschiffbar ist.

### Entwicklung
Als Süderort wurde früher das Gebiet am linken Weserufer südlich der Altstadt bezeichnet, später dann als Neustadt. Ab 1623 wurden die Befestigungsanlagen links der Weser gebaut und ab 1802 abgetragen. Erst nach 1870 fand im Mittel-Kamp in der Feldmark Neuenlande (Nielandt) im Gebiet Obervihlandt der Bau von Straßen und Häusern statt und eine verstärkte Bebauung ab um 1900. Die denkmalgeschützte Schule Delmestraße wurde 1931 eingeweiht.
Die Luftangriffe 1944/45 vernichteten Teile der Alten Neustadt; an der Lahnstraße wurden eine Reihe von Häusern vorwiegend im nordwestlichen Bereich zerstört. 1966 entstand die evangelische Hohentorskirche nach Plänen der Architekten: Friedrich Schumacher und Claus Hübner.
Bekannt wurde eine Aktion von Anwohnern der Lahnstraße, bei der 2017 zwei große blaue Haltestreifen quer über die Fahrbahn der Kreuzung mit der Bachstraße gesprüht wurden, um auf eine gefährliche Situation hinzuweisen und um damit mehr Rücksichtnahme zu erreichen. 2000 gab es bereits eine ähnliche Aktion.

### Verkehr
Die Straßenbahn Bremen tangiert die Straße an der Langemarckstraße durch die Linien 1 (Huchting – Mahndorf) und 8 (Huchting – Schwachhausen (Kulenkampffallee)) und Friedrich-Ebert-Straße mit der Linie 6 (Flughafen – Universität).
Im Nahverkehr in Bremen tangieren die Buslinien 26 (Huckelriede – Walle), 27 (Huckelriede – Findorff/Weidedamm) und 63 (Hauptbahnhof ↔ Güterverkehrszentrum (GVZ)) die Straße an der Langemarckstraße.

## Gebäude und Anlagen
An der Straße befinden sich u. a. zwei- bis viergeschossige Häuser.
Bremer Baudenkmale
- Nr. 27 (Giebeleckhaus)[3], 29 (Giebelhaus)[4], 31 (Haus mit Zwerchgiebel)[5] und 33 (Eckhaus mit Walmdach)[6] der Häusergruppe Lahnstraße: 3-gesch. verputzte Wohn- und Geschäftshäuser von 1905, erbaut für eine Mittelschicht.[7]

Erwähnenswerte Gebäude und Anlagen
Nordwestseite
- Nach Nr. 2: 3-gesch. verputztes Wohneckhaus Friedrich-Wilhelm-Straße 23
- Friedrich-Wilhelm-Straße: Viele 2-gesch. Bremer Häuser im Norden
- Nach Nr. 12 Ecke Langemarckstraße 141: 3-gesch. verklinkertes Wohn- und Geschäftshaus mit prägendem Erkertürmchen an der Ecke
- Nr. 20: 3-gesch. Wohnhaus als Eckhaus von um 1960/70
- Nr. 24/26: 4-gesch. Wohn- und Geschäftshaus von um 1970/80
- Nr. 34: 2-gesch. Bremer Haus von um 1910
- Nr. 44–52: 4-gesch. Wohnmiethäuser der 1970/80er Jahre
  - Nr. 46: 1950 bis um 1963 Oase - Neustadt ein Bremer Kino mit 590 Plätze
- Vor Nr. 66 / Ecke Delmestraße: 2-gesch. verputztes Bremer Haus mit stark verzierten Fassaden und Walmdach
- Delmestraße: Viele 2-gesch. verputzte Bremer Häuser
- Nr. 70: 1-gesch. verputztes Wohnhaus mit Zwerchgiebel und Mansarddach
- Nr. 76–90: 2-gesch. verputzte Bremer Häuser
- Nr. 106: 3-gesch. verklinkertes Wohn- und Geschäftshaus der 1920er Jahre an der Ecke Friedrich-Ebert-Straße 119

Südostseite
- Nr. 1 Ecke Hohentorsheerstraße: 4-gesch. verputzte Wohnhäuser der 1980/90er Jahre
- Nr. 5–9: Drei 2-gesch. verputzte Bremer Häuser
- Moselstraße: Viele 2-gesch. verputzte und Verklinkerte Bremer Häuser
- Rheinstraße: Viele 2-gesch. verputzte und Verklinkerte Bremer Häuser
- Nr. 21: 3-gesch. verputztes Wohn- und Geschäftshaus mit der Gaststätte Flusshexe
- Donaustraße: Viele 2-gesch. verputzte Bremer Wohnhäuser
- Nr. 27 bis 33: 3-gesch. denkmalgeschützte Wohnhäuser (s. o.)
- Nr. 35: 3-gesch. verputztes Wohnhaus mit zwei Giebeln und Erker sowie Galerie im Flüsseviertel
- Nr. 59: 4-gesch. verputztes Wohnhaus mit Erker
- Nr. 61: Geplant: Wohnhaus, zuvor 3-gesch. Möbelhaus Dete und dann mehrere Jahre bis 2014 Zwischennutzung als Kulturzentrum
- Ecke Friedrich-Ebert-Straße 121: 3-gesch. Wohn- und Geschäftshaus (Café)